# Zarzo
Zarzo is een restaurant in Eindhoven met één Michelinster.
Het restaurant werd in 2013 opgericht door Adrian Zarzo Habraken. De opening van het restaurant werd verricht door driesterren chef-kok Jonnie Boer, bij wie Adrian onder andere ervaring op deed in de keuken voordat hij de deuren van zijn eigen restaurant opende. Tijdens de uitreikingsceremonie van Michelinsterren voor het jaar 2016 ontving Zarzo voor het eerst een Michelinster.
De keuken staat onder leiding van oprichter en kok Adrian Zarzo Habraken.